# Stazione di Niamey

Mappa ferroviaria del Benin inclusa la linea Parakou-Niamey (rosso chiaro), in costruzione

La stazione di Niamey (in francese: Gare de Niamey) è la principale stazione ferroviaria della città di Niamey, capitale del Niger. Capolinea della ferrovia Cotonou-Niamey, è situata vicino all'ippodromo di Niamey (Hippodrome de Niamey), nel IV distretto di Niamey ed è stata la prima stazione ferroviaria inaugurata nel Niger, parte del progetto AfricaRail.

## Storia

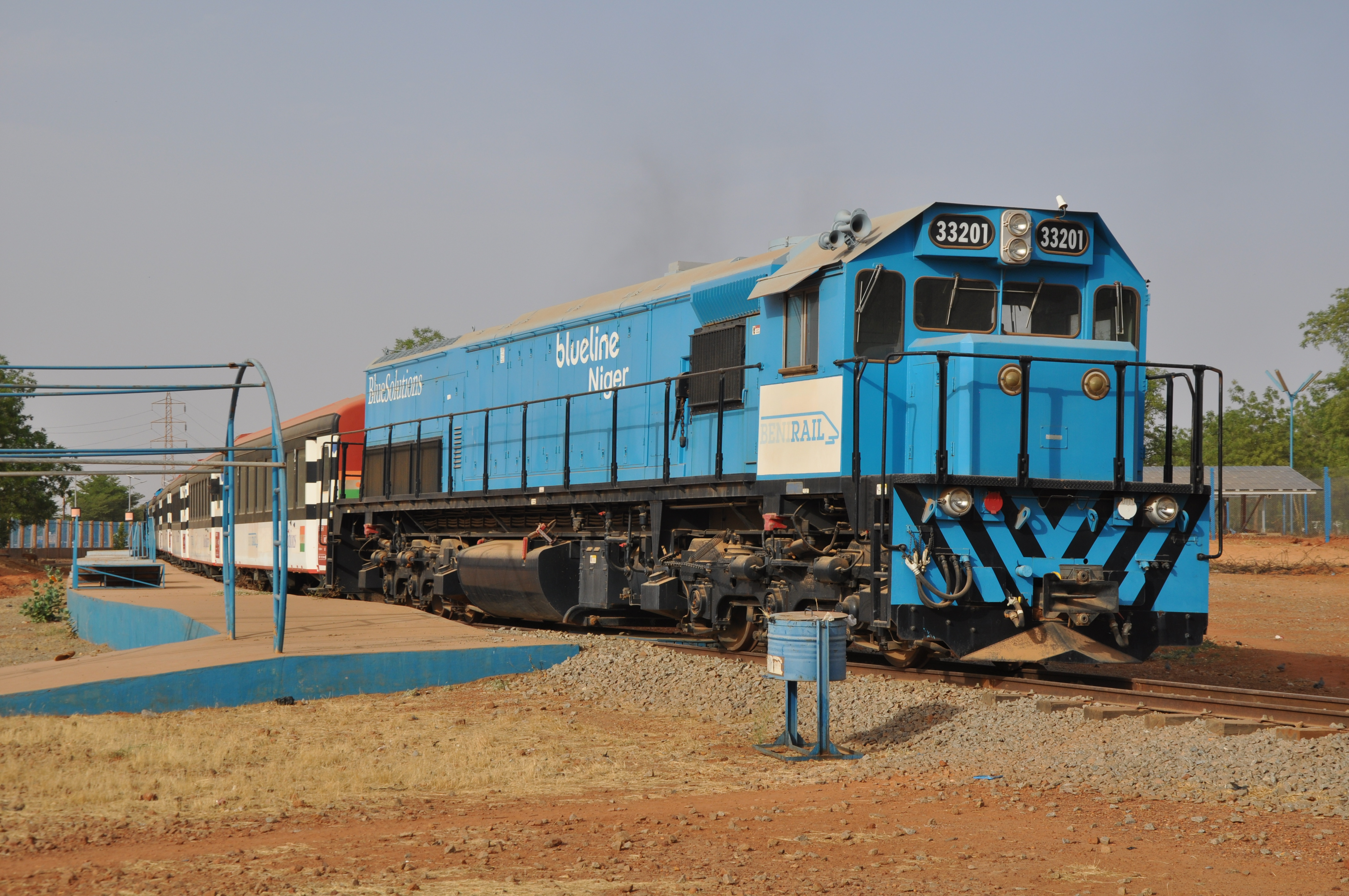
La locomotiva 33201 di Blueline Niger/BeniRail e il suo treno nella stazione terminale di Niamey (Niger), punto di partenza della ferrovia Niamey-Dosso. Sebbene la ferrovia sia stata ufficialmente inaugurata nel gennaio 2016, questo treno non ha mai lasciato la stazione.

La stazione è stata ufficialmente inaugurata il 7 aprile 2014, con l'arrivo del primo treno. Alla cerimonia hanno partecipato il presidente nigeriano Mahamadou Issoufou, insieme ai presidenti del Benin, Thomas Boni Yayi, e del Togo, Faure Gnassingbé, oltre a Vincent Bolloré, presidente del gruppo francese Bolloré. Il gruppo ha allestito le strutture per l'accoglienza degli invitati, e un tratto di binario lungo 500 metri per la circolazione del treno inaugurale, costituito da una locomotiva diesel e da alcune carrozze passeggeri. Nello stesso giorno è stato anche inaugurato, presso la stazione, il servizio "Bluezone Niamey".
Il 29 gennaio 2016 è stata inaugurata la linea ferroviaria Niamey-Dosso di 143 km; tuttavia nessun treno ha più utilizzato la linea dal marzo 2017.

## Servizi e progetti
Nel 2015 non erano previsti servizi regolari, ma solo prove su un binario di 34 km, e visite didattiche. Una volta terminato l'ampliamento della stazione e la costruzione della linea, con il raccordo alla stazione esistente di Parakou, in Benin, la stazione di Niamey sarà il capolinea nord di una linea internazionale per Cotonou, la più grande città del Benin.
Gli interessi commerciali concorrenti di diverse parti hanno portato tuttavia a infinite controversie, cosicché il collegamento con il Benin non si è mai materializzato. Quindi il tratto Niamey-Dosso di 145 km ora giace orfano e inutilizzato, con i binari che finiscono in mezzo al nulla a circa 6 km a sud di Dosso. Dopo diversi anni di abbandono i binari sono già danneggiati a tal punto in alcuni punti da essere diventati inagibili. I binari del terminal di Niamey sono piegati a tal punto dal caldo estivo che il treno non sarebbe più in grado di lasciare la stazione.
Un altro progetto futuro prevede la costruzione di una linea da Ouagadougou, la capitale del Burkina Faso, che collegherà Niamey ad Abidjan, in Costa d'Avorio.